# Belén Awad-Ratib Gómez
Belén Awad-Ratib Gómez   (Madrid, 1 de setembre de 1992) és una agent de policia espanyola coneguda per haver-se infiltrat en diversos moviments socials de l'Esquerra Independentista i de solidaritat amb Palestina amb el sobrenom de Belén Hammad Gómez. La seva infiltració fou destapada per la Directa el 5 de març de 2025 amb la identitat de Belén Hammad Gómez. Aquesta agent de policia milità a la Comunitat Palestina de Catalunya, Endavant i al Casal Popular 3 Voltes Rebel, a més d'involucrar-se en accions i protestes independentistes com la coneguda com a Batalla d'Urquinaona l'any 2019. L'agent disposava d'un DNI fals amb el qual arribà a inscriure's a un programa de NOVACT - Institut Internacional per a l'Acció Noviolenta (Novact) finançat per la Generalitat de Catalunya, obrir un compte a Triodos Bank i fitxar per un equip de futbol sala de l'Eixample de Barcelona.

## Infiltració
Belén Awad-Ratib forma part de la 32a promoció de l'Escola de Policia d'Àvila, i es graduà i jurà bandera el juny de 2018. Nascuda a Madrid, al llarg de la seva infiltració explicà que la seva mare era madrilenya, el seu pare era de la Franja de Gaza i que tenia un germà, però no va donar detalls concrets dels seus vincles a la capital de l'Estat o de la seva família palestina. La seva arribada a Barcelona digué que fou per motius laborals, que treballava de comercial i que s'havia instal·lat en un pis de lloguer a tocar de la plaça Espanyola de l'Hospitalet de Llobregat.
Abans de la seva infiltració Belén havia jugat a futbol sala en representació d'Espanya al Campionat del Món Universitari femení. Havent jugat al club San Agustín de Guadalix, guanyant diversos campionats i subcampionats nacionals de seleccions de categories sub-13 i sub-15, passant també per l'equip del VP Soto del Real FSF, o també per la delegació espanyola femenina representant llavors a la Universitat Autònoma Madrid. A més, també constà com a jugadora de pàdel entre els anys 2022 i 2023.
La infiltració de Belén Awad-ratib quan llavors tenia 26 anys, s'inicià el 22 d'octubre de 2018 quan amb el nom de Belén Hammad Gómez es presentà a la sala d'actes de Lafede.cat al barri del Raval de Barcelona en un acte d'activistes palestines on es reflexionaria sobre estratègies de defensa “des del feminisme, la no-violència i el boicot”, un acte que fou presentat per Natàlia Abu-Sharar, presidenta de la Comunitat Palestina de Catalunya. Allà Belén Hammad s'aproparia a Abu-Sharar i li explicà que era d'origen palestí i que "estava interessada a participar del moviment". És el 22 d'octubre de 2018 quan fa el primer pas per vincular-se al moviment propalestí i dona el tret de sortida així a l'operació d'espionatge. Al cap d'uns mesos entraria al Casal Popular 3 Voltes Rebel del districte barceloní de Nou Barris on començaria a militar a l'organització de l'esquerra independentista Endavant, arribant a implicar-se en les mobilitzacions contra la sentència del procés, la tardor del 2019.
Seguint els mateixos patrons que d'altres casos d'infiltracions, Belén utilitzà motius familiars per abandonar la militància i alhora mantingué el contacte des de la distància per no aixecar sospites. Malgrat haver marxat de Barcelona a finals de 2020, al·legant un canvi de destinació de la presumpta feina de comercial, que li servia de coartada, i la delicada salut de la seva mare, va mantenir contacte telefònic amb l'activisme barceloní fins ben avançat l'any 2023. De fet, el 7 de juny de 2022, quan la Directa publicà les primeres informacions d'agents infiltrats en aquells anys, Belén Hammad va escriure a una militant d'Endavant, per preguntar-li com estava, després de mesos sense mantenir-hi cap comunicació. I no seria fins al gener de 2024 que no va abandonar el grup de la junta de la Comunitat Palestina de Catalunya.
El període d'infiltració de Belén coincidí en el temps amb la de l'infiltrat Marc Hernàndez Pons, que va començar a militar al Casal Popular Lina Òdena i al Sindicat d'Estudiants dels Països Catalans (SEPC) el setembre de 2020, però ja s'havia apropat al col·lectiu d'habitatge Resistim al Gòtic el mes de juny. Fou en aquelles dates que Belén Hammad que ja militava a Endavant, va anunciar que tornava a Madrid.